# Isabelle de Verdun
Isabelle de Verdun (21 mars 1317 – 25 juillet 1349) est une femme de la noblesse anglaise du XIVe siècle.

## Biographie
Isabelle de Verdun est la seule fille de Théobald II de Verdun, 2e baron Verdun, et d'Élisabeth de Clare, nièce du roi Édouard II d'Angleterre. Veuve de son premier époux Jean de Bourg, Élisabeth a été rappelée en Angleterre par son oncle à la fin de l'année 1315. Le 3 février 1316, Théobald II de Verdun l'enlève de Bristol où elle vient juste de s'établir et l'épouse le lendemain. Ce dernier est sans doute attiré par les riches possessions d'Élisabeth, qui détient un tiers de l'héritage de son frère Gilbert, mort sans descendant en 1314. Élisabeth de Clare ne demeure pourtant mariée que pendant six mois car son époux meurt de la fièvre typhoïde dès le 27 juillet 1316. Elle s'enfuit alors au prieuré d'Amesbury, où elle séjourne sous la protection de sa tante maternelle Marie d'Angleterre, qui y est religieuse, et met au monde le 21 mars 1317 une fille, prénommée Isabelle.
Théobald de Verdun étant décédé sans héritier mâle, ses diverses possessions sont partagées entre Isabelle et ses trois demi-sœurs, nées du premier mariage de leur père avec Maud Mortimer. Quelques semaines après la naissance de sa fille, Élisabeth de Clare épouse en troisièmes noces le 3 mai 1317 Roger Damory, un favori de son oncle Édouard II. Isabelle de Verdun réside alors auprès de son beau-père et de sa demi-sœur Élisabeth Damory, née en 1318. Après l'implication et la mort de Roger Damory dans une rébellion baronniale connue sous le nom de « guerre des Despenser », Élisabeth de Clare et ses deux filles sont arrêtées en janvier 1322 à Usk et brièvement détenues à l'abbaye de Barking, près de Londres. Elles sont libérées sur ordre d'Édouard II après l'écrasement du soulèvement et retournent vivre dans les possessions d'Élisabeth, situées dans les Marches galloises.
Courant 1328, Isabelle de Verdun est mariée par sa mère à Henry Ferrers, 2e baron Ferrers de Groby, un homme âgé d'environ une quinzaine d'années de plus qu'elle. Le mariage, célébré à Newbold Verdon, dans le Leicestershire, produit au moins cinq enfants, dont quatre survivent à l'enfance. Il semble qu'Isabelle donne naissance à son premier enfant à un âge très précoce, puisqu'en février 1331, alors qu'elle n'a pas tout à fait quatorze ans, sa mère lui envoie plusieurs présents à l'occasion de ses relevailles, une cérémonie célébrée quelques semaines après l'accouchement d'une femme. Toutefois, le premier enfant du couple, dont le sexe demeure toutefois inconnu, meurt prématurément. Grâce à sa place prééminente à la cour, Henry Ferrers obtient du roi Édouard III en 1335 que l'héritage de Théobald II de Verdun soit réévalué en faveur d'Isabelle, qui obtient des possessions paternelles situées dans les Midlands et en Irlande. Élisabeth de Clare promet en outre à sa fille de lui léguer à elle et ses descendants quatre de ses propriétés situées dans les Midlands. Devenue veuve le 15 septembre 1343, Isabelle de Verdun ne se remarie pas par la suite et meurt le 25 juillet 1349, probablement de la peste noire.

## Descendance
De son union avec Henry Ferrers, Isabelle de Verdun a cinq enfants :
- Enfant de sexe inconnu (janvier ou février 1331 – mort en bas âge) ;
- William Ferrers (28 février 1333 – 8 janvier 1371), 3e baron Ferrers de Groby, épouse Margaret d'Ufford ;
- Ralph Ferrers, épouse Jeanne Grey ;
- Elizabeth Ferrers (? – 22 octobre 1375), épouse David IV Strathbogie, puis John Malewayn ;
- Philippa Ferrers (? – 10 août 1384), épouse Guy de Beauchamp.